# イースタン航空シャトル1320便ハイジャック事件
イースタン航空シャトル1320便ハイジャック事件とは、1970年3月17日にアメリカ合衆国で運行されていたイースタン航空シャトル1320便（Eastern Air Lines Shuttle Flight 1320）で起きたハイジャック事件。
旅客機を墜落させて自殺しようとしたハイジャック犯が運行乗務員を銃撃した。機長は負傷しながらも1320便を安全に着陸させたが、副操縦士は銃撃による傷が元で死亡した。

## 事件の経過
1970年3月17日午後7時30分ごろ、ニュージャージー州ニューアークからマサチューセッツ州ボストンへ旅客を乗せて飛行していた1320便で、38口径のリボルバーを携えた犯人がハイジャックを実行に移した。犯人はコックピットに押し入り、東へ向かうよう指示した。
アメリカ空軍パイロット出身で35歳の機長は6か月前に機長に昇格したばかりだった。彼は両腕を撃たれたが、銃撃の発生と救急車の要請を管制塔に伝えて、着陸へ向けて操縦を続けた。
副操縦士（30歳）は犯人からいきなり撃たれる形になった。彼は重傷を負い、一度倒れたものの、犯人から銃を奪い取り3発の銃弾を撃ち返した。その後副操縦士は再び意識を失い、最終的には回復することなく亡くなった。犯人は座席の間に倒れた後、墜落に追い込むべく起き上がって機長に這い寄り始めた。機長はセンターコンソールから取り出した銃で犯人の頭を殴打した。
1320便はローガン国際空港に安全に着陸し、ハイジャック犯は直ちに逮捕された。機長の他、27歳の乗客が重傷を負った。
1970年10月31日、裁判を控えていた犯人はボストンにあるチャールズストリート拘置所で首を吊り自殺した。